# Milan-San Remo 2002
La 93e édition de la course cycliste Milan-San Remo a eu lieu le 23 mars 2002 sur une distance de 287 km. L'Italien Mario Cipollini s'est imposé au sprint.
La course disputée sur un parcours de 287 kilomètres est la première manche de la Coupe du monde de cyclisme sur route 2002.

## Présentation

### Équipes
Milan-San Remo figure au calendrier de la Coupe du monde de cyclisme sur route 2002.
On retrouve un total de 25 équipes au départ, 21 faisant partie des GSI, la première division mondiale, et les quatre dernières des GSII, la seconde division mondiale.
| Groupes sportifs I (21)- Telekom - Acqua & Sapone-Cantina Tollo - Index-Alexia Alluminio - Cofidis, le Crédit par Téléphone - Crédit agricole - Domo-Farm Frites - Euskaltel-Euskadi - Fassa Bortolo - Gerolsteiner - iBanesto.com - Kelme-Costa Blanca - Lampre-Daikin - Lotto-Adecco - Mapei-Quick Step - ONCE-Eroski - Rabobank - Saeco-Longoni Sport - Tacconi Sport - Team Coast - CSC-Tiscali - US Postal Service Groupes sportifs II (4)- Alessio - Panaria-Fiordo - Mercatone Uno - Mobilvetta-Formaggi Trentini |
| |

## Récit de la course
À vingt-cinq kilomètres de l’arrivée, une grande chute met hors course de nombreux favoris, comme Erik Zabel, Robbie McEwen, Danilo Di Luca et Erik Dekker. Dans le Poggio, Paolo Bettini est le seul à attaquer. Il prend peu d’avance et est rattrapé dans la descente par le peloton. La course se joue donc au sprint massif. Mario Cipollini le domine et s’impose devant Fred Rodriguez et Markus Zberg.

## Classements

### Classement de la course
| \| Classement général \| Classement général \| Classement général \| Classement général \| Classement général \| \| Coureur \| Coureur \| Pays \| Équipe \| Temps \| \| ------------------ \| ------------------- \| ------------------ \| ------------------------------- \| ------------------ \| \| 1er \| Mario Cipollini \| Italie \| Acqua & Sapone-Cantina Tollo \| 6 h 39 min 29 s \| \| 2e \| Fred Rodriguez \| États-Unis \| Domo-Farm Frites \| + 0 s \| \| 3e \| Markus Zberg \| Suisse \| Rabobank \| + 0 s \| \| 4e \| Jo Planckaert \| Belgique \| Cofidis-Le Crédit par Téléphone \| + 0 s \| \| 5e \| Óscar Freire \| Espagne \| Mapei-Quick Step \| + 0 s \| \| 6e \| Tomáš Konečný \| Tchéquie \| Domo-Farm Frites \| + 0 s \| \| 7e \| Andreï Tchmil \| Belgique \| Lotto-Adecco \| + 0 s \| \| 8e \| Ján Svorada \| Tchéquie \| Lampre-Daikin \| + 0 s \| \| 9e \| Paolo Bossoni \| Italie \| Tacconi Sport \| + 0 s \| \| 10e \| Mario Manzoni \| Italie \| Index-Alexia Alluminio \| + 0 s \| \| 11e \| Ruggero Marzoli \| Italie \| Mobilvetta-Formaggi Trentini \| + 0 s \| \| 12e \| Paolo Lanfranchi \| Italie \| Index-Alexia Alluminio \| + 0 s \| \| 13e \| Andrej Hauptman \| Slovénie \| Tacconi Sport \| + 0 s \| \| 14e \| Mauro Zinetti \| Italie \| Index-Alexia Alluminio \| + 0 s \| \| 15e \| Peter Van Petegem \| Belgique \| Lotto-Adecco \| + 0 s \| \| 16e \| George Hincapie \| États-Unis \| US Postal Service \| + 0 s \| \| 17e \| Alessandro Petacchi \| Italie \| Fassa Bortolo \| + 0 s \| \| 18e \| Giuseppe Di Grande \| Italie \| Index-Alexia Alluminio \| + 0 s \| \| 19e \| Marc Lotz \| Pays-Bas \| Rabobank \| + 0 s \| \| 20e \| Samuel Sánchez \| Espagne \| Euskaltel-Euskadi \| + 0 s \| |                     |            |                                 |                 |
| |                     |            |                                 |                 |
| |                     |            |                                 |                 |
| Classement général |                     |            |                                 |                 |
| Coureur | Coureur             | Pays       | Équipe                          | Temps           |
| 1er | Mario Cipollini     | Italie     | Acqua & Sapone-Cantina Tollo    | 6 h 39 min 29 s |
| 2e | Fred Rodriguez      | États-Unis | Domo-Farm Frites                | + 0 s           |
| 3e | Markus Zberg        | Suisse     | Rabobank                        | + 0 s           |
| 4e | Jo Planckaert       | Belgique   | Cofidis-Le Crédit par Téléphone | + 0 s           |
| 5e | Óscar Freire        | Espagne    | Mapei-Quick Step                | + 0 s           |
| 6e | Tomáš Konečný       | Tchéquie   | Domo-Farm Frites                | + 0 s           |
| 7e | Andreï Tchmil       | Belgique   | Lotto-Adecco                    | + 0 s           |
| 8e | Ján Svorada         | Tchéquie   | Lampre-Daikin                   | + 0 s           |
| 9e | Paolo Bossoni       | Italie     | Tacconi Sport                   | + 0 s           |
| 10e | Mario Manzoni       | Italie     | Index-Alexia Alluminio          | + 0 s           |
| 11e | Ruggero Marzoli     | Italie     | Mobilvetta-Formaggi Trentini    | + 0 s           |
| 12e | Paolo Lanfranchi    | Italie     | Index-Alexia Alluminio          | + 0 s           |
| 13e | Andrej Hauptman     | Slovénie   | Tacconi Sport                   | + 0 s           |
| 14e | Mauro Zinetti       | Italie     | Index-Alexia Alluminio          | + 0 s           |
| 15e | Peter Van Petegem   | Belgique   | Lotto-Adecco                    | + 0 s           |
| 16e | George Hincapie     | États-Unis | US Postal Service               | + 0 s           |
| 17e | Alessandro Petacchi | Italie     | Fassa Bortolo                   | + 0 s           |
| 18e | Giuseppe Di Grande  | Italie     | Index-Alexia Alluminio          | + 0 s           |
| 19e | Marc Lotz           | Pays-Bas   | Rabobank                        | + 0 s           |
| 20e | Samuel Sánchez      | Espagne    | Euskaltel-Euskadi               | + 0 s           |

### Classement UCI
La course attribue des points à la Coupe du monde de cyclisme sur route 2002 selon le barème suivant :
| Position           | 1er | 2e | 3e | 4e | 5e | 6e | 7e | 8e | 9e | 10e | 11e | 12e | 13e | 14e | 15e | 16e | 17e | 18e | 19e | 20e | 21e | 22e | 23e | 24e | 25e |
| Classement général | 100 | 70 | 50 | 40 | 36 | 32 | 28 | 24 | 20 | 16  | 15  | 14  | 13  | 12  | 11  | 10  | 9   | 8   | 7   | 6   | 5   | 4   | 3   | 2   | 1   |

Après cette première épreuve le classement est le suivant :
| #  | Coureur         | Équipe                       | Points | Précédent | Evolution |
| -- | --------------- | ---------------------------- | ------ | --------- | --------- |
| 1  | Mario Cipollini | Acqua & Sapone-Cantina Tollo | 100    | Entrée    | Entrée    |
| 2  | Fred Rodriguez  | Domo-Farm Frites             | 70     | Entrée    | Entrée    |
| 3  | Markus Zberg    | Rabobank                     | 50     | Entrée    | Entrée    |
| 4  | Jo Planckaert   | Cofidis                      | 40     | Entrée    | Entrée    |
| 5  | Óscar Freire    | Mapei-Quick Step             | 36     | Entrée    | Entrée    |
| 6  | Tomáš Konečný   | Domo-Farm Frites             | 32     | Entrée    | Entrée    |
| 7  | Andreï Tchmil   | Lotto-Adecco                 | 28     | Entrée    | Entrée    |
| 8  | Ján Svorada     | Lampre-Daikin                | 24     | Entrée    | Entrée    |
| 9  | Paolo Bossoni   | Tacconi Sport                | 20     | Entrée    | Entrée    |
| 10 | Mario Manzoni   | Index-Alexia Alluminio       | 16     | Entrée    | Entrée    |

| #  | Équipe                       | Points | Précédent | Evolution |
| -- | ---------------------------- | ------ | --------- | --------- |
| 1  | Domo-Farm Frites             | 12     | Entrée    | Entrée    |
| 2  | Index-Alexia Alluminio       | 9      | Entrée    | Entrée    |
| 3  | Tacconi Sport                | 8      | Entrée    | Entrée    |
| 4  | Rabobank                     | 7      | Entrée    | Entrée    |
| 5  | iBanesto.com                 | 6      | Entrée    | Entrée    |
| 6  | Cantina Tollo-Acqua & Sapone | 5      | Entrée    | Entrée    |
| 7  | Lotto-Adecco                 | 4      | Entrée    | Entrée    |
| 8  | Lampre-Daikin                | 3      | Entrée    | Entrée    |
| 9  | Euskaltel-Euskadi            | 2      | Entrée    | Entrée    |
| 10 | Alessio                      | 1      | Entrée    | Entrée    |

## Liste des participants
| Liste des participants | Liste des participants     | Liste des participants |
| --- | -------------------------- | ---------------------- |
| \| Telekom TEL \| Telekom TEL \| Telekom TEL \| \| ----------- \| -------------------------- \| ----------- \| \| Num \| Coureur \| Pos \| \| 1 \| Erik Zabel (GER) \| 70e \| \| 2 \| Rolf Aldag (GER) \| AB \| \| 3 \| Kai Hundertmarck (GER) \| AB \| \| 4 \| Andreas Klier (GER) \| AB \| \| 5 \| Bobby Julich (USA) \| 135e \| \| 6 \| Jan Schaffrath (GER) \| 141e \| \| 7 \| Alexandre Vinokourov (KAZ) \| 42e \| \| 8 \| Steffen Wesemann (GER) \| 71e \| |                            |                        |
| Telekom TEL |                            |                        |
| Num | Coureur                    | Pos                    |
| 1 | Erik Zabel (GER)           | 70e                    |
| 2 | Rolf Aldag (GER)           | AB                     |
| 3 | Kai Hundertmarck (GER)     | AB                     |
| 4 | Andreas Klier (GER)        | AB                     |
| 5 | Bobby Julich (USA)         | 135e                   |
| 6 | Jan Schaffrath (GER)       | 141e                   |
| 7 | Alexandre Vinokourov (KAZ) | 42e                    |
| 8 | Steffen Wesemann (GER)     | 71e                    |

| Telekom TEL | Telekom TEL                | Telekom TEL |
| ----------- | -------------------------- | ----------- |
| Num         | Coureur                    | Pos         |
| 1           | Erik Zabel (GER)           | 70e         |
| 2           | Rolf Aldag (GER)           | AB          |
| 3           | Kai Hundertmarck (GER)     | AB          |
| 4           | Andreas Klier (GER)        | AB          |
| 5           | Bobby Julich (USA)         | 135e        |
| 6           | Jan Schaffrath (GER)       | 141e        |
| 7           | Alexandre Vinokourov (KAZ) | 42e         |
| 8           | Steffen Wesemann (GER)     | 71e         |